# Shawneetown
Shawneetown ist eine City in und County Seat von Gallatin County im Süden des US-amerikanischen Bundesstaates Illinois. Im Jahr 2000 hatte Shawneetown 1410 Einwohner. Die Stadt ist seit 1937 Sitz der Countyverwaltung, nachdem der heute Old Shawneetown genannte Ort überflutet worden war.

## Geografie
Shawneetown liegt auf 37°42'53" nördlicher Breite und 88°11'00" westlicher Länge. Die Stadt erstreckt sich über 3,0 km², die nahezu ausschließlich aus Landfläche bestehen.
Die Stadt liegt rund 5 km nordwestlich von Old Shawneetown am Ohio River, der die Grenze zum benachbarten Bundesstaat Kentucky bildet. Der Schnittpunkt der drei Bundesstaaten Illinois, Kentucky und Indiana befindet sich an der Mündung des Wabash River in den Ohio rund 23 km nordöstlich von Shawneetown.
Durch Shawneetown verläuft von Nordwesten kommend die Illinois State Route 13, die in Old Shawneetown über die Shawneetown Bridge den Ohio überquert und nach Kentucky führt.
Die nächstgelegenen größeren Städte sind das 80,1 km östlich gelegene Evansville in Indiana sowie das noch weiter den Ohio stromaufwärts gelegene Louisville (263 km) in Kentucky, das 255 km südöstlich gelegene Nashville in Tennessee und das 234 km in nordwestlicher Richtung entfernte St. Louis in Missouri. Illinois’ Hauptstadt Springfield liegt 317 km im Nordwesten.

## Demografische Daten
Bei der Volkszählung im Jahr 2000 wurde eine Einwohnerzahl von 1410 ermittelt. Diese verteilten sich auf 632 Haushalte in 389 Familien. Die Bevölkerungsdichte lag bei 462,8/km². Es gab 675 Wohngebäude, was einer Bebauungsdichte von 221,6/km² entsprach.
Die Bevölkerung bestand im Jahr 2000 aus 96,2 % Weißen, 0,5 % Afroamerikanern, 2,3 % Indianern, und 0,4 % anderen. 0,6 % gaben an, von mindestens zwei dieser Gruppen abzustammen. 1,7 % der Bevölkerung bestand aus Hispanics, die verschiedenen der genannten Gruppen angehörten.
21,7 % waren unter 18 Jahren, 9,8 % zwischen 18 und 24, 23,3 % von 25 bis 44, 25,5 % von 45 bis 64 und 19,8 % 65 und älter. Das mittlere Alter lag bei 40 Jahren. Auf 100 Frauen kamen statistisch 88,0 Männer, bei den über 18-Jährigen 82,5.
Das mittlere Einkommen pro Haushalt betrug $ 20.789, das mittlere Familieneinkommen $ 33.500. Das mittlere Einkommen der Männer lag bei$ 32.368, das der Frauen bei $ 20.208. Das Pro-Kopf-Einkommen belief sich auf $ 17.834. Rund 20,8 % der Familien und 27,8 % der Gesamtbevölkerung lagen mit ihrem Einkommen unter der Armutsgrenze.

## Söhne und Töchter der Stadt
- Frank C. Millspaugh (1872–1947), Politiker
- William Wallace Wilshire (1830–1888), Politiker